# Кацы, Тамара Анатольевна
Тамара Анатольевна Кацы (11 ноября 1958, Приморское, Сталинская область — 12 июня 1999, Томаковский район, Днепропетровская область) — советская и украинская певица румейского происхождения. Ведущая солистка ансамблей «Сартанские самоцветы», «Эллины». Лауреат республиканских, всесоюзных, международных фестивалей народного творчества, проходивших на Украине, в России, Греции и на Кипре.и
Само слово «Кацы» используется в современным обществе вместо слов обращения - братья, друзья, товарищи.

## Биография
Родилась 11 ноября 1958 года в посёлке Сартана (тогда — Приморское) в семье служащих.
В 1978—1982 годах работала секретарём комсомольской организации ПТУ № 1 (Приморское).
В 1983 году окончила Донецкое культурно-просветительское училище по специальности хормейстер (заочное отделение).
С 1978 года — в греческом народном самодеятельном ансамбле песни и танца «Сартанские самоцветы».
C 1993 года работала в Москве, где произвела запись семнадцати фонограмм греческих песен, издала два магнитоальбома и видеоклипы, снятые в Греции и России, была музыкальным редактором и певицей в первом видеофильме о греках бывшего СССР «Страницы истории греков Причерноморья» (режиссёр Х. Триандафилов).
В 1993 году стала одним из инициаторов создания греческого национально-культурного клуба «Эллины Приазовья», где возглавляла секцию культуры. Активно участвовала в создании Федерации греческих обществ Украины, в которой руководила отделом культуры.
В 1998 году Центр развития и изучения культуры стран Причерноморья под руководством Хрисы Арапоглу издал диск с девятью песнями в исполнении Тамары Кацы на румейском диалекте.
12 июня 1999 года, возвращаясь из Киева, не доезжая села Крутенькое Томаковского района Днепропетровской области была сбита насмерть автомобилем. Похоронена в Сартане.

## Творческая деятельность

### Фестивали
- дипломант Всесоюзной творческой мастерской фольклорного искусства (Москва, 1987);
- дипломант Второго Международного фестиваля фольклора (Киев, 1990);
- Первый Всесоюзный фестиваль культуры и искусств Советских греков (Москва, 1990);
- победитель Всемирного фестиваля греков зарубежья (Афины, 1997);
- Программа «Дни греческой культуры в Украине» (1998);
- Фестиваль «Эвксинос Фессалоники» («Гостеприимный Фессалоники») (1999).

## Память
Один раз в два года в Мариуполе проходит Международный открытый фестиваль греческой песни имени Тамары Кацы, организаторами которого являются Всемирный совет греков зарубежья периферии стран бывшего СССР и Федерация греческих обществ Украины.